# Руди розсіяних елементів
Руди розсіяних елементів (рос. руды рассеянных элементов, англ. ores of trace elements; нім. Erze n pl der Spurenelemente) — природні мінеральні утворення, що містять розсіяні елементи в концентраціях, при яких економічно доцільне їх вилучення.

## Загальний опис
Розсіяні елементи власних родовищ не утворюють, їх в осн. отримують попутно при комплексній переробці руд ін. корисних копалин і мінеральних концентратів.
Рудами розсіяних елементів можуть бути мінерали:
- нефелін (Rb, Cs, Ga),
- апатит (Sr, TR),
- біотит (Li, Cr, Rb, Tl, Ga),
- світла слюда (Li, Rb, Cs, Tl, Ga),
- титаномагнетит, ільменіт (Sc, V),
- каситерит (Sc, In, Ga, Та, Nb),
- вольфраміт (Sc, Та, Nb),
- сфалерит (Cd, In, Ga, Tl, Ge),
- ґаленіт (Cd, Tl, Se, Te, Bi, Ag),
- халькопірит (Cd, In, Se, Te, Re, Ni, Pd, Pt, Rh, Ir, Ru, Os, Co, Bi),
- молібденіт (Re, Se, Te),
- пентландит (Pd, Pt, Rh, Co, Se, Te),
- антимоніт, кіновар (Tl, Se).

Розсіяні елементи в більшій або меншій мірі виявляють халькофільні (селен, телур, реній, ґерманій, кадмій, індій, талій, ґалій), літофільні і сидерофільні (ванадій, ґерманій, скандій, родій, рубідій), органофільні (ґерманій, ванадій і ін.) і гідрофільні (рубідій) геохімічні властивості. Геохімічні особливості елементів визначають їх металогенію і приуроченість до певних геол.-геохімічних груп і типів родовищ.

## Руди розсіяних елементів в Україні
В Україні з розсіяних елементів обраховуються запаси германію, гафнію та кадмію.
Державним балансом запасів корисних копалин України станом на 2021 рік обліковано 220 об'єктів з запасами германію в кам'яному вугіллі Донецького і Львівсько-Волинського басейнів категорій С1+С2 — 81662,5 т. Запаси, що розробляються, складають 15904,14 т категорій С1+С2.
Промислові концентрації гафнію в Україні пов'язані з цирконом комплексних розсипних родовищ південного схилу Українського щита, а також зосереджені в лужних магматичних і метасоматичних породах Приазов'я, на північному заході Українського щита. Запаси гафнію обліковуються Державним балансом запасів корисних копалин України по двох родовищах — Малишевському циркон-рутилільменітовому та Вовчансь-кому родовищу титано-цирконієвих руд. На 01.01.2021 всього в Україні запасів гафнію в перерахунку на оксид гафнію: категорії А+В+С1 — 2538,1 т., категорії С2 — 11297,0 т.
Запаси кадмію враховуються Державним балансом запасів корисних копалин України тільки в сульфідних золото-поліметалічних рудах комплексного Мужіївського родовища, де крім золота підраховані запаси срібла, свинцю та цинку, кадмію.